# Jhon Durán
Jhon Jáder Durán Palacios (Zaragoza, Antioquia, 13 de diciembre de 2003) es un futbolista colombiano. Juega como delantero centro y su equipo actual es el Fenerbahçe S. K. de la Superliga de Turquía. Es también internacional absoluto con la selección de Colombia desde el 24 de septiembre de 2022.

## Orígenes y formación
Jhon nació en Medellín, pero él y su familia se fueron a vivir al municipio de Zaragoza, en Antioquia siendo apenas un niño y allí creció. Desde pequeño creció jugando fútbol y le gustaba jugar en “La Plaquita", una cancha de microfútbol, donde se reunía con sus amigos del barrio a jugar. Se fue a los 11 años del municipio donde vivía, ya que fue rechazado por la academia Arco Zaragoza. Sin embargo, el Envigado empezó a fijarse en él debido a su gran potencial y decidió añadirlo en su proceso de divisiones menores. Con el equipo naranja siguió su formación académica y futbolística, llegando a participar en torneos amateur como la Pony Fútbol.

## Trayectoria

### Envigado F. C.
Debutó con el equipo naranja el 10 de febrero de 2019 en la victoria 1-0 sobre Alianza Petrolera en la categoría Primera A. Anotó su primer gol el 31 de agosto de ese mismo año en el empate 3-3 contra Águilas Doradas. Con 15 años y casi 11 meses, se convirtió en el jugador más joven del club y el segundo jugador más joven del país en anotar un gol en el campeonato profesional.
En octubre de 2020 fue incluido en la lista de las 60 promesas del fútbol en 2020 del periódico The Guardian.

### Chicago Fire
En enero de 2022 se confirmó su traspaso al Chicago Fire de Estados Unidos.

### Aston Villa F. C.
En 23 de enero de 2023 fue presentado como nuevo jugador del Aston Villa, de la Premier League inglesa.
El 2 de octubre de 2024 marca su primer gol internacional en la 2ª jornada de la Champions League en el que consiguen vencer como local al Bayern Munich por la mínima, terminando así con la fase de imbatibilidad de los bávaros de no perder en 41 partidos consecutivos en fase de grupos.

### Al-Nassr F. C.
En 29 de enero de 2025 fue confirmado su traspaso al Al-Nassr de Arabia Saudita a cambio de 77 millones de euros y un contrato de 5 años y medio, convirtiéndose en el jugador colombiano más caro de toda la historia. En este equipo comparte vestuario con leyendas como Cristiano Ronaldo y Sadio Mané.

### Fenerbahçe S. K.
El 6 de julio de 2025 el Fenerbahçe S. K. de la Superliga de Turquía confirmó la llegada en cuestión de préstamo por un año procedente del Al-Nassr F. C. sin opción de compra del jugador colombiano.

## Selección nacional

### Selección sub-17

#### Participaciones en Torneos Juveniles
| Campeonato                  | Sede | Resultado    | PJ | GA | Asis |
| --------------------------- | ---- | ------------ | -- | -- | ---- |
| Sudamericano Sub-17 de 2019 | Perú | Primera Fase | 2  | 0  | 0    |

### Selección sub-20
Hizo parte de los citados de la Selección Colombia Sub-20 para el Sudamericano Sub-20 de 2023 que se disputó en Colombia. Sin embargo, salió de la concentración colombiana por su fichaje por el Aston Villa de la Premier League de Inglaterra.

### Selección absoluta
Su primer llamado a la Selección Colombia se dio para los partidos amistosos frente a Guatemala y México en septiembre de 2022. Posteriormente fue llamado nuevamente para el amistoso contra Paraguay en noviembre. El 28 de marzo de 2023 marcó su primer gol en la victoria 1-2 sobre Japón por un amistoso internacional.

#### Participaciones enEliminatorias al Mundial
| Eliminatoria                               | Sede del Mundial                | Posición      | Resultado  | PJ | GA | Asis |
| ------------------------------------------ | ------------------------------- | ------------- | ---------- | -- | -- | ---- |
| Eliminatorias Mundial de Norteamérica 2026 | Estados Unidos, México y Canadá | 6°lugar 22pts | En disputa | 10 | 2  | 1    |

#### Participaciones enCopas América
| Torneo            | Sede           | Resultado  | PJ | GA | Asis |
| ----------------- | -------------- | ---------- | -- | -- | ---- |
| Copa América 2024 | Estados Unidos | Subcampeón | 1  | 0  | 0    |

#### Goles internacionales
| # | Fecha                 | Lugar                                         | Rival    | Gol   | Resultado | Competición                |
| - | --------------------- | --------------------------------------------- | -------- | ----- | --------- | -------------------------- |
| 1 | 28 de marzo de 2023   | Estadio Yodoko Sakura, Osaka, Japón,          | Japón    | 1 - 1 | 1 - 2     | Amistoso                   |
| 2 | 15 de octubre de 2024 | Estadio Metropolitano, Barranquilla, Colombia | Chile    | 1 - 0 | 4 - 0     | Eliminatorias Mundial 2026 |
| 3 | 25 de marzo de 2025   | Estadio Metropolitano, Barranquilla, Colombia | Paraguay | 2 - 0 | 2 - 2     | Eliminatorias Mundial 2026 |

## Estadísticas

### Clubes
Actualizado al último partido jugado el 12 de agosto de 2025.
| Club                          | Div.          | Temporada     | Liga  | Liga  | Liga   | Copas nacionales | Copas nacionales | Copas nacionales | Copas internacionales | Copas internacionales | Copas internacionales | Total | Total | Total  |
| Club                          | Div.          | Temporada     | Part. | Goles | Asist. | Part.            | Goles            | Asist.           | Part.                 | Goles                 | Asist.                | Part. | Goles | Asist. |
| ----------------------------- | ------------- | ------------- | ----- | ----- | ------ | ---------------- | ---------------- | ---------------- | --------------------- | --------------------- | --------------------- | ----- | ----- | ------ |
| Envigado F. C. · Colombia     | 1.ª           | 2019          | 9     | 1     | 1      | 1                | 0                | 0                | ―                     | ―                     | ―                     | 10    | 1     | 1      |
| Envigado F. C. · Colombia     | 1.ª           | 2020          | 13    | 1     | 0      | 2                | 0                | 0                | ―                     | ―                     | ―                     | 15    | 1     | 0      |
| Envigado F. C. · Colombia     | 1.ª           | 2021          | 23    | 7     | 3      | 1                | 1                | 0                | ―                     | ―                     | ―                     | 24    | 8     | 3      |
| Envigado F. C. · Colombia     | Total club    | Total club    | 45    | 9     | 4      | 4                | 1                | 0                | 0                     | 0                     | 0                     | 49    | 10    | 4      |
| Chicago Fire Estados Unidos   | 1.ª           | 2022          | 28    | 8     | 6      | —                | —                | —                | —                     | —                     | —                     | 28    | 8     | 6      |
| Chicago Fire Estados Unidos   | Total club    | Total club    | 28    | 8     | 6      | 0                | 0                | 0                | 0                     | 0                     | 0                     | 28    | 8     | 6      |
| Aston Villa F. C. Inglaterra  | 1.ª           | 2022-23       | 12    | 0     | 0      | ―                | ―                | ―                | —                     | —                     | —                     | 12    | 0     | 0      |
| Aston Villa F. C. Inglaterra  | 1.ª           | 2023-24       | 23    | 5     | 1      | 2                | 0                | 0                | 12                    | 3                     | 0                     | 37    | 8     | 1      |
| Aston Villa F. C. Inglaterra  | 1.ª           | 2024-25       | 20    | 7     | 0      | 2                | 2                | 0                | 7                     | 3                     | 0                     | 29    | 12    | 0      |
| Aston Villa F. C. Inglaterra  | Total club    | Total club    | 55    | 12    | 1      | 4                | 2                | 0                | 19                    | 6                     | 3                     | 78    | 20    | 1      |
| Al-Nassr F. C. Arabia Saudita | 1.ª           | 2024-25       | 13    | 8     | 0      | ―                | ―                | ―                | 5                     | 4                     | 0                     | 18    | 12    | 0      |
| Al-Nassr F. C. Arabia Saudita | Total club    | Total club    | 13    | 8     | 0      | 0                | 0                | 0                | 5                     | 4                     | 0                     | 18    | 12    | 0      |
| Fenerbahçe S. K. Turquía      | 1.ª           | 2025-26       | 0     | 0     | 0      | 0                | 0                | 0                | 2                     | 1                     | 0                     | 2     | 1     | 0      |
| Fenerbahçe S. K. Turquía      | Total club    | Total club    | 0     | 0     | 0      | 0                | 0                | 0                | 2                     | 1                     | 0                     | 2     | 1     | 0      |
| Total carrera                 | Total carrera | Total carrera | 141   | 37    | 11     | 8                | 3                | 0                | 26                    | 11                    | 0                     | 175   | 51    | 11     |

### Selección
Actualizado al último partido disputado el 6 de junio de 2025.
| Selección           | Año             | Amistosos | Amistosos | Amistosos | Copa América | Copa América | Copa América | Mundial | Mundial | Mundial | Eliminatorias Mundialistas | Eliminatorias Mundialistas | Eliminatorias Mundialistas | Total | Total | Total |
| Selección           | Año             | Part.     | Goles     | Asis.     | Part.        | Goles        | Asis.        | Part.   | Goles   | Asis.   | Part.                      | Goles                      | Asis.                      | Part. | Goles | Asis. |
| ------------------- | --------------- | --------- | --------- | --------- | ------------ | ------------ | ------------ | ------- | ------- | ------- | -------------------------- | -------------------------- | -------------------------- | ----- | ----- | ----- |
| Sub-17 · Colombia   |                 |           |           |           |              |              |              |         |         |         |                            |                            |                            |       |       |       |
| 2019                | —               | —         | —         | —         | —            | —            | —            | —       | —       | 2       | 0                          | 0                          | 2                          | 0     | 0     |       |
| Total               | —               | —         | —         | —         | —            | —            | —            | —       | —       | 2       | 0                          | 0                          | 2                          | 0     | 0     |       |
| Sub-20 · Colombia   |                 |           |           |           |              |              |              |         |         |         |                            |                            |                            |       |       |       |
| 2022                | 2               | 0         | 0         | —         | —            | —            | —            | —       | —       | —       | —                          | —                          | 2                          | 0     | 0     |       |
| Total               | 2               | 0         | 0         | —         | —            | —            | —            | —       | —       | —       | —                          | —                          | 2                          | 0     | 0     |       |
| Absoluta · Colombia |                 |           |           |           |              |              |              |         |         |         |                            |                            |                            |       |       |       |
| 2022                | 3               | 0         | 0         | —         | —            | —            | —            | —       | —       | —       | —                          | —                          | 3                          | 0     | 0     |       |
| 2023                | 2               | 1         | 0         | —         | —            | —            | —            | —       | —       | 3       | 0                          | 0                          | 5                          | 1     | 0     |       |
| 2024                | 1               | 0         | 0         | 1         | 0            | 0            | —            | —       | —       | 5       | 1                          | 1                          | 7                          | 1     | 1     |       |
| 2025                | —               | —         | —         | —         | —            | —            | —            | —       | —       | 2       | 1                          | 0                          | 2                          | 1     | 0     |       |
| Total               | 6               | 1         | 0         | 1         | 0            | 0            | —            | —       | —       | 10      | 2                          | 1                          | 17                         | 3     | 1     |       |
| Total selección     | Total selección | 8         | 1         | 0         | 1            | 0            | 0            | -       | -       | -       | 12                         | 2                          | 1                          | 21    | 3     | 1     |

## Palmarés

### Distinciones individuales
| Distinción                                   | Año  |
| -------------------------------------------- | ---- |
| Mejor Jugador del mes de mayo en Aston Villa | 2024 |